# Cantón de Seyssel (Ain)
El cantón de Seyssel (en francés canton de Seyssel) era una división administrativa francesa del departamento de Ain, en la región de Ródano-Alpes.

## Geografía
El cantón era limítrofe con otro de mismo nombre y con cabeza de partido de mismo nombre, pero situado en el departamento de Alta Saboya.

## Composición
El cantón incluía cinco comunas:
- Anglefort
- Chanay
- Corbonod
- Culoz
- Seyssel

## Supresión del cantón
En aplicación del decreto nº 2014-147 del 13 de febrero de 2014, el cantón de Seyssel fue suprimido el 1 de abril de 2015 y sus 5 comunas pasaron a formar parte; cuatro del cantón de Hauteville-Lompnes y una del cantón de Bellegarde-sur-Valserine.